# Les Lèvres gercées
 (mai 2024).
Pour plus de détails, voir Fiche technique et Distribution.
Les Lèvres gercées est un court métrage d'animation français réalisé en 2018 par Kelsi Phung et Fabien Corre au sein de Gobelins, l'école de l'image à Paris. Le film traite de l'impact du manque de communication intrafamiliale pour une jeune personne trans.

## Synopsis
Dans la cuisine, un enfant essaie d'instaurer le dialogue avec sa mère qui ne lui prête pas attention. À l'approche de l'adolescence, les questionnements sur son identité de genre se heurtent au regard des autres et à l'indifférence qui règne au sein du foyer familial. 

## Fiche technique
- Titre original : Les Lèvres gercées
- Réalisation : Kelsi Phung et Fabien Corre
- Scénario : Kelsi Phung et Fabien Corre
- Montage : Kelsi Phung et Fabien Corre
- Musique : Amandine Robillard et Anna Cordonnier
- Son : Mathieu Tiger
- Producteur : Gobelins, l'école de l'image
- Sociétés de production : Gobelins
- Société de distribution : Miyu Distribution
- Pays d'origine :  France
- Langue originale : français
- Format : couleur
- Genre : Drame
- Technique : Animation
- Durée : 4 min 50 s
- Date de sortie : décembre 2018 (Youtube)

## Distribution
- Véronique Augereau : la mère
- Lou Broclain : l'enfant
- Bernard Métraux : le proviseur

## Sélections et programmations
- 2019 : diffusion avant séance au Pinx Festival (LGBT+ festival) à Ghent (Belgique)
- 2019 : sélection au Pink Lobster Film Festival (LGBT+ festival) à New Brunswick (Canada)
- 2019 : Unlonely Film Festival à New York (USA)
- 2019 : sélection hors-compétition à La Fête du Slip Festival (LGBT+ festival) à Lausanne (Suisse)
- 2019 : sélection au GLAS Animation Festival à Berkeley (Californie, USA)
- 2019 : sélection au Festival national du film d'animation à Rennes (France)
- 2019 : sélection au Festival international de cinéma d'animation de Meknès (FICAM)
- 2019 : sélection au San Sebastian International Human Rights Film Festival
- 2019 : diffusion avant-séance au Screen B14 Community Theatre à Birmingham (United Kingdom)
- 2019 : sélection au MECAL Barcelona International Short and Animation Festival (Espagne)
- 2019 : sélection hors-compétition (films d'école) au Tout Court Film Festival à Gisors (France)
- 2019 : sélection à Jeunesse tout-court festival à Rémalard (France)
- 2019 : sélection au Breakthroughs Film Festival à Toronto (Canada)
- 2019 : sélection au festival international du film d'animation d'Annecy
- 2019 : sélection au Zlín Film Festival for Children and Youth à Zlín (République tchèque)
- 2019 : sélection au Festival du film court de Troyes à Troyes (France)
- 2019 : sélection au Barcelona Gay and Lesbian Film Festival à Barcelone (Espagne)
- 2019 : sélection au San Francisco International Queer Women of Color Film Festival à San Francisco (USA)
- 2019 : sélection au Festival Film Unfiltered à Londres (Royaume-Uni)
- 2019 : sélection au Frameline43: San Francisco International LGBTQ+ Film Festival à San Francisco (USA)
- 2019 : sélection au Fear no film festival à Salt Lake City (USA)
- 2019 : sélection au Kashish Mumbai International Queer Film Festival à Mumbai (Inde)
- 2019 : sélection au Festival La Guarimba in Amantea (Italie)
- 2019 : sélection au Vancouver Queer Film Festival à Vancouver (Canada)
- 2019 : sélection au CineDiaspora Film Festival à New York City (USA)
- 2019 : sélection au Happy Family Night Market à New York City (USA)
- 2019 : sélection au Dot & Line Festival à Budapest (Hongrie)
- 2019 : sélection au Outfest Los Angeles LGBTQ Film Festival à Los Angeles (USA)
- 2021 : sélection au 10ème Festival Cinéma et droits humains, organisé par Amnesty International à Paris (France)

## Distinctions
- 2019 : mention spéciale Best LGBTQ film au Short Of The Week Awards.
- 2019 : Vimeo Staff Picks Award au GLAS Animation Festival (Los Angeles, USA).